# Хусасеу-де-Кріш
Хусасеу-де-Кріш (рум. Husasău de Criș) — село у повіті Біхор в Румунії. Входить до складу комуни Інеу.
Село розташоване на відстані 429 км на північний захід від Бухареста, 10 км на схід від Ораді, 121 км на захід від Клуж-Напоки.

## Населення
За даними перепису населення 2002 року у селі проживала 1101 особа.
Національний склад населення села:
| Національність | Кількість осіб | Відсоток |
| -------------- | -------------- | -------- |
| румуни         | 1010           | 91,7 %   |
| цигани         | 88             | 8,0 %    |

Рідною мовою назвали:
| Мова      | Кількість осіб | Відсоток |
| --------- | -------------- | -------- |
| румунська | 1011           | 91,8 %   |
| циганська | 87             | 7,9 %    |